# Sant Martí (Naens)
Sant Martí és una ermita del poble de Naens, pertanyent al terme de Senterada, del Pallars Jussà.
Està situada al sud-oest del poble de Naens i damunt i al sud-est del de Cadolla, en el Serrat de Sant Martí, que tanca per llevant la vall del riu de Cadolla.